# Гомерівський епітет
Гомерівський епітет — поетичне означення, характерне для гомерівського епосу («Іліади», «Одіссеї»), і зафіксоване складними словами. Гомерівські епітети постійні, тобто назавжди закріплені за певними словами або іменами: прудконогий Ахіллес, срібнолукий Аполлон, хитромудрий Одіссей, світлоока богиня.